# Saint-Vincent-le-Paluel
Saint-Vincent-le-Paluel este o comună franceză situată în departamentul Dordogne, în regiunea Nouvelle-Aquitaine.

## Geografie
În sud-estul departamentului Dordogne, în regiunea Périgord Noir, comuna Saint-Vincent-le-Paluel este traversată de râul Énéa, un afluent scurt al râului Dordogne. Este o comună rurală care face parte din zona metropolitană Sarlat-la-Canéda, un delimitator de studiu definit de INSEE, care a înlocuit în 2020 fosta zonă urbană Sarlat-la-Canéda, de care aparținea anterior.
Pe malul râului Énéa și departe de drumurile principale, micul oraș Saint-Vincent-le-Paluel se află, în linie dreaptă, la cinci kilometri și jumătate est de centrul orașului Sarlat-la-Canéda și la cincisprezece kilometri vest de centrul orașului Souillac.
Teritoriul comunei este delimitat pe o scurtă distanță, în partea de sud, de drumul departamental 704a.

### Comune limitrofe
|                  | Sainte-Nathalène |                     |
| Sarlat-la-Canéda |                  | Prats-de-Carlux     |
|                  | Carsac-Aillac    | Calviac-en-Périgord |

### Geologie și relief

#### Geologie
Situată pe placa nordică a Bazinetului Aquitan și mărginită în extremitatea sa nord-estică de o fâșie a Masivului Central, regiunea Dordogne prezintă o mare diversitate geologică. Straturile de teren sunt dispuse în profunzime în straturi regulate, fiind martori ai unui proces de sedimentare pe această fostă platformă marină.
Departamentul poate fi împărțit din punct de vedere geologic în patru trepte, diferențiate în funcție de vârsta lor geologică. Saint-Vincent-le-Paluel se află în a treia treaptă, pornind dinspre nord-est, pe un platou format din calcare eterogene din perioada Cretacicului.
Straturile care ies la suprafață pe teritoriul comunei sunt constituite din formațiuni superficiale din Cuaternar, datând din Neozoic, și din roci sedimentare din Mezozoic. Formațiunea cea mai veche, notată c3b-c, datează din Coniacianul mediu până la superior, fiind compusă din calcare bioclastice grosiere și cuarțoase galbene cu bryozoare și gastropode, cu niveluri gresioase (formațiunea Eyzies). Formațiunea cea mai recentă, notată CF, face parte din formațiunile superficiale de tip coluviuni nediferențiate nisipo-argiloase și argilo-nisipoase. Descrierea acestor straturi este detaliată în foaia „nr. 808 - Sarlat-la-Canéda” a hărții geologice la scara 1/50 000 a Franței metropolitane și în broșura asociată.

#### Relief și peisaje
Departamentul Dordogne se prezintă ca un vast platou înclinat de la nord-est (491 m, în pădurea Vieillecour din Nontronnais, la Saint-Pierre-de-Frugie) spre sud-vest (2 m, la Lamothe-Montravel). Altitudinea teritoriului comunei variază între 80 de metri și 247 de metri.
În cadrul Convenției europene a peisajului, intrată în vigoare în Franța la 1 iulie 2006 și consolidată prin legea din 8 august 2016 privind reconstrucția biodiversității, naturii și peisajelor, a fost elaborat un atlas al peisajelor din Dordogne, sub coordonarea autorităților de stat, și publicat în octombrie 2020. Peisajele departamentului sunt organizate în opt unități peisagistice. Comuna face parte din Périgord noir, un peisaj deluros și împădurit, care se deschide doar ocazional în jurul unor văi-culoare și al unei multitudini de poieni de diferite dimensiuni. Acesta se întinde de la nordul râului Vézère până la sudul râului Dordogne (în amonte de Lalinde) și este bogat în patrimoniu excepțional.

Suprafața cadastrală a comunei, publicată de INSEE, care servește drept referință în toate statisticile, este de 6,86 km². Suprafața geografică, derivată din BD Topo, componentă a Referențialului la scară mare produs de IGN, este de 7,08 km².

### Hidrografie

#### Rețeaua hidrografică

Rețele hidrografică și rutieră din Saint-Vincent-le-Paluel.

Comuna este situată în bazinul râului Dordogne, în cadrul Bazinului Adour-Garonne. Aceasta este drenată de râul Enéa și de numeroasele sale brațe, care formează o rețea hidrografică cu o lungime totală de 11 km.
Râul Énéa, cu o lungime totală de 16,01 km, își are izvorul în comuna Proissans și se varsă în râul Dordogne pe malul drept, la Carsac-Aillac, vizavi de comuna Domme. Traversează comuna de la nord-est la sud pe o distanță de peste patru kilometri, dintre care aproape doi kilometri și jumătate servesc drept limită naturală în două sectoare, față de comunele Prats-de-Carlux și Carsac-Aillac.

### Climă
Din punct de vedere istoric, comuna este expusă unui climat oceanic specific regiunii Aquitania. În 2020, Météo-France a publicat o tipologie a climei din Franța metropolitană, conform căreia comuna este expusă unui climat oceanic alterat și se află în regiunea climatică de Vest și nord-vest a Masivului Central. Această regiune se caracterizează printr-o pluviometrie anuală cuprinsă între 900 și 1 500 mm, cu maxime înregistrate toamna și iarna.
Pentru perioada 1971-2000, temperatura medie anuală este de 12,8 °C, cu o amplitudine termică anuală de 15,1 °C. Cantitatea medie anuală de precipitații este de 909 mm, cu 11,6 zile de precipitații în ianuarie și 7 zile în iulie. Pentru perioada 1991-2020, temperatura medie anuală observată la stația meteorologică cea mai apropiată, situată în comuna Salignac-Eyvigues la 10 km distanță în linie dreaptă, este de 13,0 °C, iar cantitatea medie anuală de precipitații este de 907,1 mm. Pentru viitor, parametrii climatici estimati pentru comună, pentru anul 2050, conform diferitelor scenarii de emisii de gaze cu efect de seră, pot fi consultati pe un site dedicat publicat de Météo-France în noiembrie 2022.

## Urbanism

### Tipologie
La 1 ianuarie 2024, Saint-Vincent-le-Paluel este clasificată drept comună rurală cu habitat dispersat, conform noii grile comunale de densitate în 7 niveluri definită de INSEE (Institutul Național de Statistică și Studii Economice) în 2022. Comuna este situată în afara unei unități urbane. În plus, comuna face parte din zona metropolitană a orașului Sarlat-la-Canéda, fiind o comună din coroana acesteia. Această zonă, care include 45 de comune, este clasificată în zonele cu mai puțin de 50.000 de locuitori.

### Utilizarea terenului
Utilizarea terenurilor în comună, așa cum reiese din baza de date europeană privind utilizarea biogeofizică a terenurilor Corine Land Cover (CLC), este caracterizată de predominanța pădurilor și a mediilor semi-naturale (64,7 % în 2018), în creștere față de 1990 (61 %). Repartiția detaliată în 2018 este următoarea: păduri (64,7 %), zone agricole eterogene (30,5 %), pajiști (4,8 %). Evoluția ocupării terenurilor în comună și a infrastructurilor sale poate fi observată pe diferitele reprezentări cartografice ale teritoriului: harta Cassini (secolul XVIII), harta de stat-major (1820-1866) și hărțile sau fotografiile aeriene ale IGN pentru perioada actuală (1950 până în prezent).

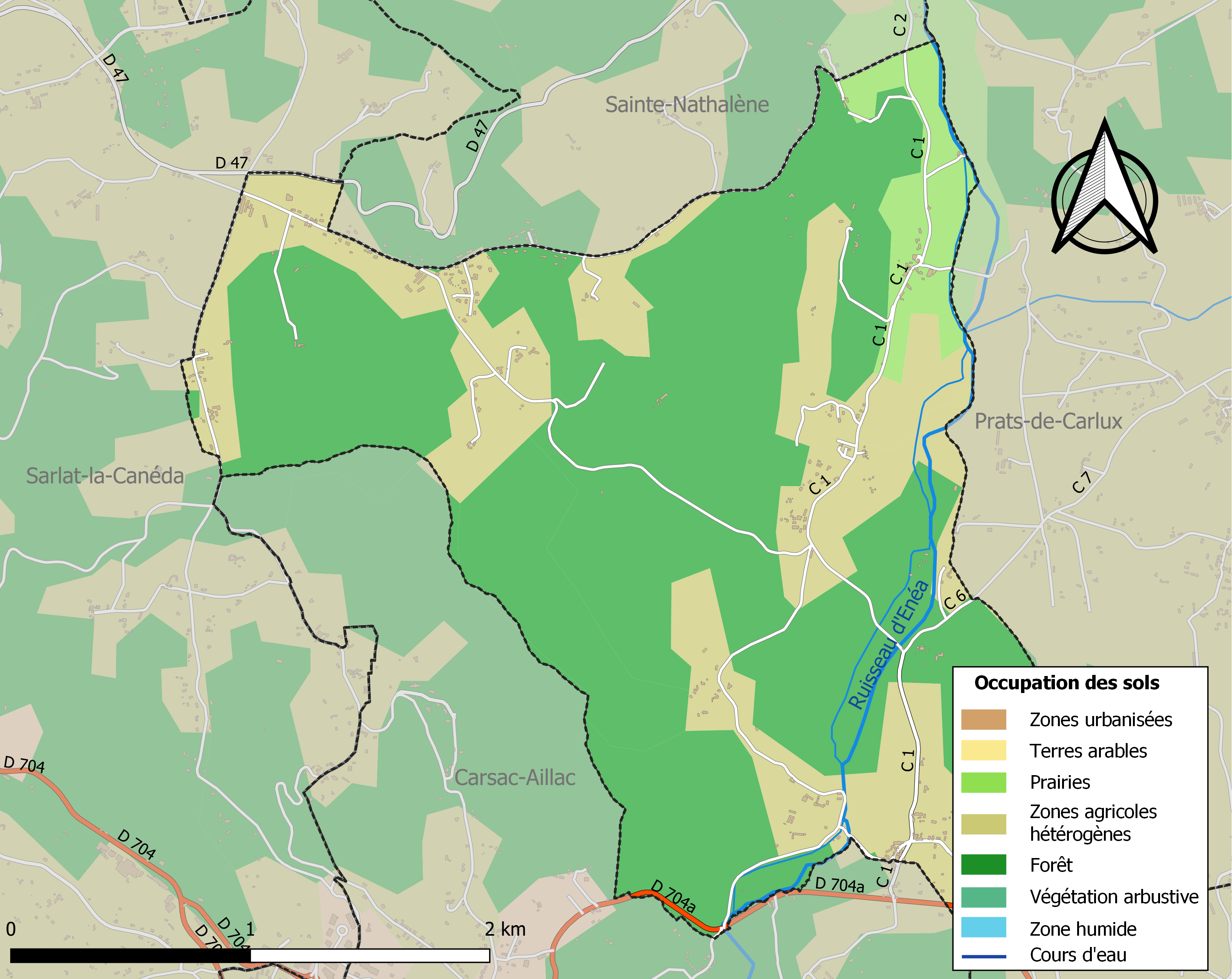
Harta infrastructurii și utilizării terenului a comunei în 2018 (CLC).

### Prevenirea riscurilor
Teritoriul comunei Saint-Vincent-le-Paluel este vulnerabil la diferite pericole naturale: meteorologice (furtuni, grindină, zăpadă, frig extrem, caniculă sau secetă), incendii de pădure, alunecări de teren și cutremure (seismicitate foarte redusă). De asemenea, este expus unui risc tehnologic, reprezentat de ruperea unui baraj. Un site publicat de BRGM permite evaluarea simplă și rapidă a riscurilor pentru un bun localizat fie prin adresa acestuia, fie prin numărul parcelei.

#### Riscuri naturale
Saint-Vincent-le-Paluel este expusă riscului de incendii de pădure. Ordinul prefectural din 14 martie 2013 stabilește condițiile pentru practicarea incinerărilor și arderilor, având ca scop reducerea riscului de declanșare a incendiilor. În acest sens, sunt stabilite perioade specifice: interdicție totală între 15 februarie și 15 mai și între 15 iunie și 15 octombrie, iar utilizarea este reglementată între 16 mai și 14 iunie și între 16 octombrie și 14 februarie. În septembrie 2020, a fost adoptat un plan interdepartamental pentru protecția pădurilor împotriva incendiilor (PidPFCI) pentru perioada 2019-2029.

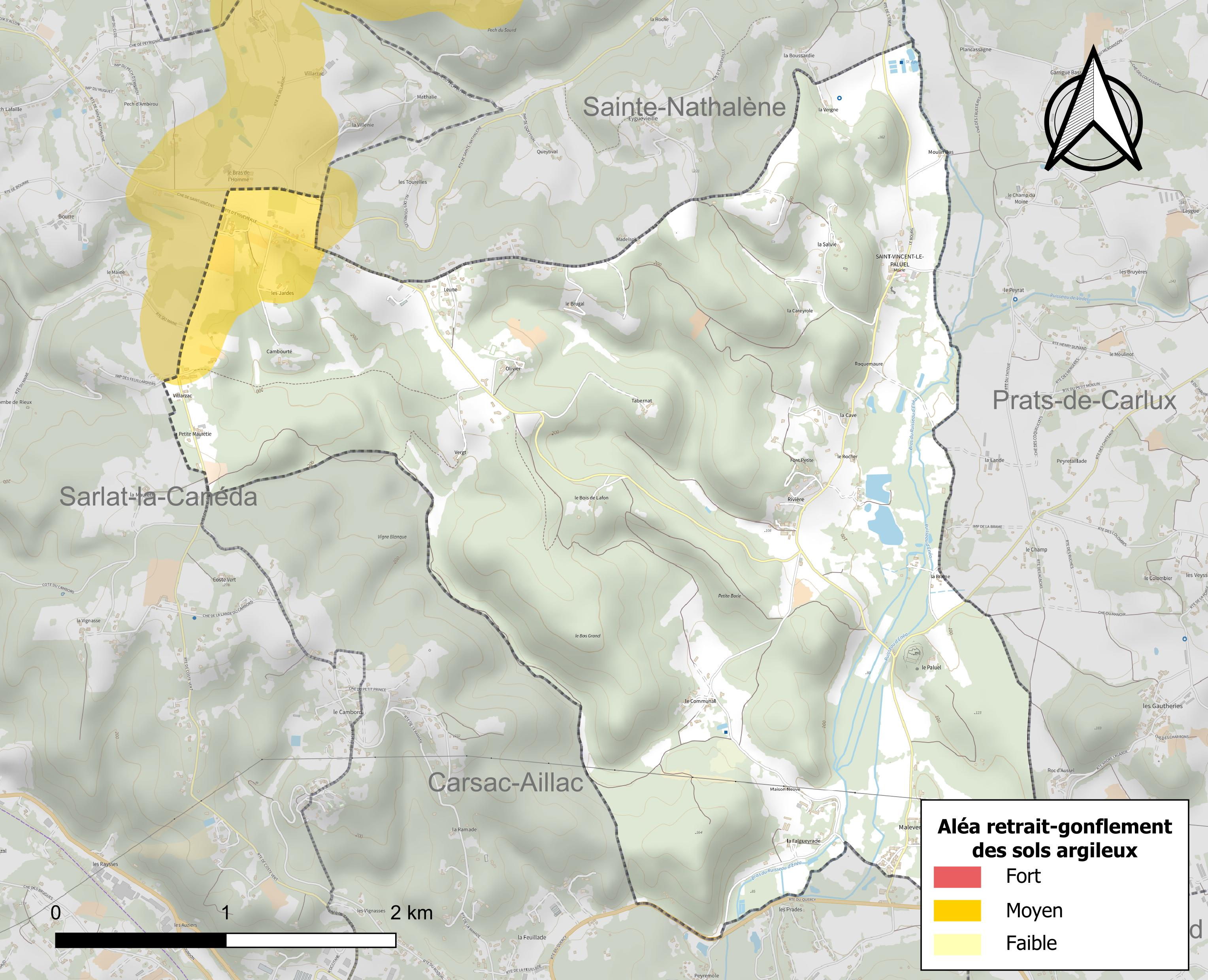
Hartă a zonelor de risc de retragere-umflare a solurilor argiloase din Saint-Vincent-le-Paluel.

Mișcările de teren care ar putea să apară în comuna Saint-Vincent-le-Paluel sunt tasările diferențiale. Fenomenul de retragere-umflare a solurilor argiloase poate provoca daune semnificative clădirilor în cazul alternanței dintre perioadele de secetă și ploaie. 3,7 % din suprafața comunei este clasificată cu risc mediu sau ridicat (58,6 % la nivel departamental și 48,5 % la nivel național metropolitan). Din 1 octombrie 2020, în conformitate cu legea ÉLAN, diferite constrângeri se aplică vânzătorilor, dezvoltatorilor sau constructorilor de bunuri situate într-o zonă clasificată cu risc mediu sau ridicat.
Comuna a fost declarată în stare de dezastru natural pentru pagubele cauzate de inundațiile și alunecările de teren produse în 1982 și 1999, de seceta din 2011 și de mișcările de teren din 1999.

#### Risc tehnologic
Comuna este, de asemenea, situată în aval de barajul Bort-les-Orgues, o lucrare de clasă A situată în departamentul Corrèze, care face obiectul unui Plan Particular de Intervenție (PPI) din 2009. În acest context, comuna poate fi afectată de unda de inundație cauzată de ruperea acestui baraj.

## Toponimie
În limba occitană, comuna poartă numele de Sent Vincenç de Palüèl.

## Istorie
Ocuparea umană a zonei este foarte veche, iar Bulletin archéologique du Périgord, volumul IX, pagina 313, menționează săpături efectuate în 1878, în urma cărora au fost descoperite obiecte preistorice (săgeți) în apropierea bisericii. M. Jouannet semnalează descoperirea unei cuve din marmură considerată a fi fost folosită pentru băi romane, deși alții sugerează că ar putea fi vorba despre o cuvă folosită pentru botezul prin imersiune.
Satul Saint-Vincent-le-Paluel include o biserică din secolul al XII-lea, care se numără printre cele donate în 1142 sfântului Cybard, episcop de Angoulême, de către Geoffroy, episcop de Périgueux.
Conacul din secolul al XIII-lea a fost construit de Marguerite de Turenne, văduva lui Renaud de Pons. În timpul atacului asupra castelului de către englezi, în 1369, biserica a fost incendiată.
Castelul Paluel, din secolul al XIV-lea, situat la doi kilometri în aval pe un promontoriu, a fost incendiat de naziști în iunie 1944. Cu toate acestea, a servit drept decor pentru filmarea peliculei Le Tatoué, cu Jean Gabin și Louis de Funès — sub numele de Castelul Montignac —, precum și pentru alte secvențe din lungmetraje.

## Populația și societatea

### Date demografice
Evoluția numărului de locuitori este cunoscută prin recensămintele populației efectuate în comună începând din 1793. Pentru comunele cu mai puțin de 10 000 de locuitori, un recensământ al întregii populații este realizat la fiecare cinci ani, populațiile legale pentru anii intermediari fiind estimate prin interpolare sau extrapolare.
În 2022, comuna număra 293 locuitori, în creștere cu +7,72 % față de 2016 (Dordogne: +0,37 %, Franța fără Mayotte: +2,11 %).
| An        | 1793 | 1821 | 1841 | 1856 | 1876 | 1886 | 1901 | 1921 | 1936 | 1962 | 1982 | 2006 | 2014 | 2022 |
| --------- | ---- | ---- | ---- | ---- | ---- | ---- | ---- | ---- | ---- | ---- | ---- | ---- | ---- | ---- |
| Populație | 266  | 289  | 368  | 402  | 332  | 355  | 266  | 186  | 174  | 123  | 121  | 246  | 263  | 293  |

## Cultura locală și patrimoniul

### Locuri și monumente

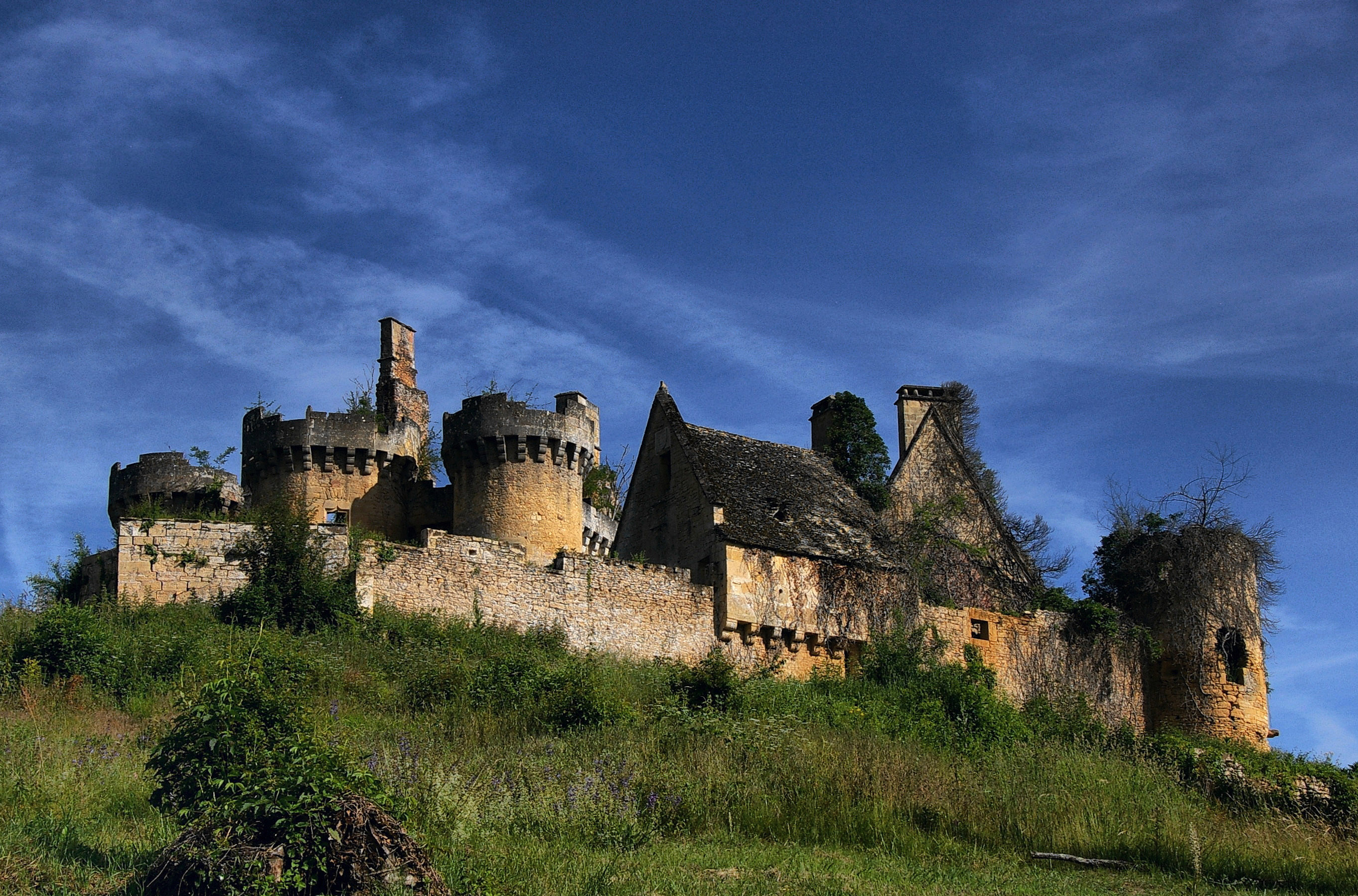
Castelul Paluel.

- Castelul Paluel, din secolul al XV-lea, a fost înscris în 1927 pe lista monumentelor istorice[53]. A fost proprietatea Prințului de Croÿ, apoi a profesorului Lassner. În 1944, castelul a fost incendiat de germani și abandonat în ruină. În 2010, castelul a fost cumpărat, iar în 2011 au început lucrările de renovare.
- Biserica Saint-Vincent, datând din secolul al XII-lea, este o biserică romană cu clopotniță de tip perete, înscrisă din 1946 pe lista monumentelor istorice[54]. Are forma unei cruci latine și măsoară 18 metri pe 5, fără a include capelele, dintre care una este prăbușită, deschiderea spre navă fiind zidită cu pietrele originale. Inscripția de pe clopotul din 1815 îl indică pe sfântul Bartolomeu ca patron al bisericii, deși hramul este dedicat sfântului Vincent, martir (sărbătorit pe 22 ianuarie). Ambii sunt reprezentați pe altarul de lemn sculptat al bisericii.
- Conacul Saint-Vincent, o construcție din secolul al XV-lea situată la sud de biserică, a înlocuit un castel din secolul al XIII-lea, construit de Marguerite de Turenne, văduva lui Renaud de Pons, care a fost distrus de englezi. În 2015, conacul aparținea unui proprietar privat și se afla în proces de restaurare.
- Cabana din piatră de la Malevergne este, de asemenea, înscrisă din 1991 pe lista monumentelor istorice[55].